# 大蠻縣
大蠻縣，是明代交阯承宣布政使司下轄的一個縣，治所可能在今越南宣光省霑化县。

## 沿革
- 永樂五年（1407年）六月癸未置，屬宣化直隸州領，並置大蠻縣之北果橋巡檢司[3][4]。
- 永樂六年冬十月己卯，陞交阯宣化州為宣化府[5][6][7][8][9]。
- 永樂十年五月乙酉，設交阯大蠻縣之北峆溪巡檢司[10]。
- 永樂十四年五月丙午，設交阯大蠻縣道會司[11]。
- 永樂十七年三月癸亥，設交阯大蠻縣儒學[12]。
- 宣德元年三月辛酉,黜行在湖廣道監察禦史謝瑤為交阯大蠻縣知縣。瑤薦賢奏牘誤書姓，自陳改正，上謂行在吏部尚書蹇義曰：古人奏牘皆存敬慎，石慶書馬字欠一點懼及死，今薦賢不知其姓，豈能知才，輕率如此豈稱禦史之職，其改外任，遂有是命[13]。